# レオポルト1世 (オーストリア公)
レオポルト1世（Leopold I., 1290年8月4日 - 1326年2月28日）は、ハプスブルク家のオーストリア公およびシュタイアーマルク公（在位：1308年 - 1326年）。ローマ王アルブレヒト1世と王妃エリーザベト・フォン・ケルンテンの三男で、兄にボヘミア王ルドルフ1世（オーストリア公ルドルフ3世）、ローマ王フリードリヒ3世（美王、オーストリア公フリードリヒ1世）が、弟にオーストリア公を継いだアルブレヒト2世（賢公）とオットー（陽気公）がいる。

## 概要
1308年5月に父アルブレヒト1世が従兄弟のヨーハン・パリツィーダに暗殺されると、すでに長兄ルドルフはすでに死去していたため、次兄フリードリヒとともに所領を共同統治した。ハプスブルク家の旧領であるスイスの所領の統治にも当たったが、1315年11月15日モルガルテンの戦いでスイスの農民兵に大敗した。
レオポルトは、次兄フリードリヒが神聖ローマ皇帝選出を求めてルートヴィヒ4世の対立王に立つのを支援し、1322年9月28日のミュールドルフの戦いでフリードリヒが捕虜となった後は和睦に尽力した。

## 子女
1315年にサヴォイア伯アメデーオ5世の娘カタリーナ（1284年 - 1336年）と結婚し、2女をもうけた。
- カタリーナ（1320年 - 1349年） - クシー領主アンゲラン6世と結婚
- アグネス（1322年 - 1392年） - シフィドニツァ公ボルコ2世マウィと結婚